# Chauvirey-le-Vieil
Pour les articles homonymes, voir Chauvirey.
Chauvirey-le-Vieil est une commune française située dans le département de la Haute-Saône, la région culturelle et historique de Franche-Comté et la région administrative Bourgogne-Franche-Comté.

## Géographie

### Climat
Pour des articles plus généraux, voir Climat de la Bourgogne-Franche-Comté et Climat de la Haute-Saône.
En 2010, le climat de la commune est de type climat des marges montargnardes, selon une étude du Centre national de la recherche scientifique s'appuyant sur une série de données couvrant la période 1971-2000. En 2020, Météo-France publie une typologie des climats de la France métropolitaine dans laquelle la commune est exposée à un climat océanique altéré et est dans la région climatique  Lorraine, plateau de Langres, Morvan, caractérisée par un hiver rude (1,5 °C), des vents modérés et des brouillards fréquents en automne et hiver. 
Pour la période 1971-2000, la température annuelle moyenne est de 10 °C, avec une amplitude thermique annuelle de 17,3 °C. Le cumul annuel moyen de précipitations est de 995 mm, avec 13,4 jours de précipitations en janvier et 9 jours en juillet. Pour la période 1991-2020, la température moyenne annuelle observée sur la station météorologique de Météo-France la plus proche, « La Quarte », sur la commune de La Quarte à 5 km à vol d'oiseau, est de 10,4 °C et le cumul annuel moyen de précipitations est de 1 026,0 mm. 
La température maximale relevée sur cette station est de 39 °C, atteinte le 25 juillet 2019 ; la température minimale est de −18 °C, atteinte le 20 décembre 2009,,. 
Les paramètres climatiques de la commune ont été estimés pour le milieu du siècle (2041-2070) selon différents scénarios d'émission de gaz à effet de serre à partir des nouvelles projections climatiques de référence DRIAS-2020. Ils sont consultables sur un site dédié publié par Météo-France en novembre 2022.

## Urbanisme

### Typologie
Au 1er janvier 2024, Chauvirey-le-Vieil est catégorisée commune rurale à habitat très dispersé, selon la nouvelle grille communale de densité à sept niveaux définie par l'Insee en 2022.
Elle est située hors unité urbaine. Par ailleurs la commune fait partie de l'aire d'attraction de Vesoul, dont elle est une commune de la couronne,. Cette aire, qui regroupe 158 communes, est catégorisée dans les aires de 50 000 à moins de 200 000 habitants,.

### Occupation des sols
L'occupation des sols de la commune, telle qu'elle ressort de la base de données européenne d’occupation biophysique des sols Corine Land Cover (CLC), est marquée par l'importance des territoires agricoles (58,9 % en 2018), une proportion identique à celle de 1990 (58,9 %). La répartition détaillée en 2018 est la suivante : 
forêts (41,1 %), prairies (32,3 %), terres arables (26,6 %). L'évolution de l’occupation des sols de la commune et de ses infrastructures peut être observée sur les différentes représentations cartographiques du territoire : la carte de Cassini (XVIIIe siècle), la carte d'état-major (1820-1866) et les cartes ou photos aériennes de l'IGN pour la période actuelle (1950 à aujourd'hui).

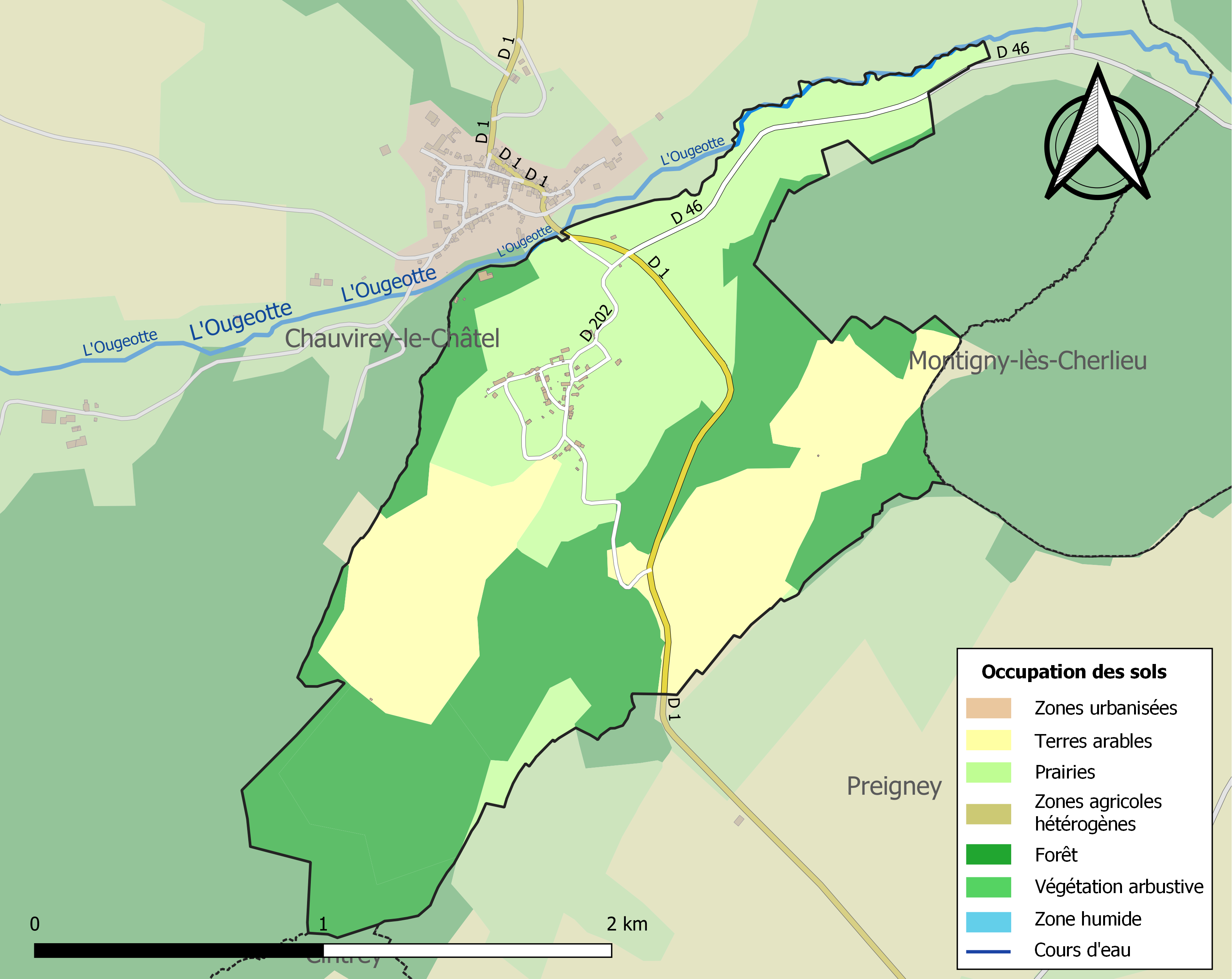
Carte des infrastructures et de l'occupation des sols de la commune en 2018 (CLC).

## Histoire
Le mot Chauvirey est d'origine celtique : il se compose des syllabes chau qui signifie montagne, vir, qui signifie ville, et ey, qui signifient eau ; les deux villages sont en effet situés sur des élévations, et ils sont séparés par une petite rivière appelée l’Ougeotte.
Les Chauvirey, situés aux confins du comté de Bourgogne, à proximité de la Champagne et de la Lorraine étaient le centre d’une terre fort étendue qui comprenait Chauvirey-le-Vieil, Chauvirey-le-Châtel, Vitrey-sur-Mance, Ouge et Betoncourt-sur-Mance, et depuis le XVIe siècle, La Quarte.
Chauvirey-le-Vieil a été jadis un lieu beaucoup plus considérable qu'il ne l'est aujourd'hui. On y trouvait, au XIXe siècle, une grande quantité de tuiles romaines, et en plusieurs endroits des ossements humains. Il existe en effet des vestiges d'une voie romaine qui allait du camp romain de Bourguignon-lès-Morey à Bourbonne-les-Bains et Corre.
Chauvirey-le-Vieil existait antérieurement à Chauvirey-le-Châtel, et il n'a pris cette qualification de le-Vieil qu'à la formation du nouveau village. C'est Chauvirey-le-Vieil qui a donné son nom à l'ancienne maison de Chauvirey ; c'est un membre de cette famille qui a construit un nouveau château autour duquel s'est formé le second village, avec la désignation de le-Châtel.
Il n'y avait originairement dans toute la terre que deux châteaux, celui de Chauvirey-le-Vieil dont il ne reste aucun vestige (probablement détruit par manque d’entretien à la fin du XIVe siècle), et celui de Chauvirey-le-Châtel, qu'on a désigné depuis sous le nom de Château-Dessous.
Le château actuel de Chauvirey-le-Vieil n'a été construit que dans les premières années du XVIIIe siècle. Celui de Chauvirey-le-Châtel, appelé le Château-Dessous, est plus ancien.
Chauvirey-le-Vieil possédait une église curiale très richement dotée, qui a passé de tout temps pour la plus ancienne du pays ; les autres villages de la terre n’avaient que des chapelles vicariales. Toutes ces chapellenies dépendaient du diocèse de Langres, tandis que la cure de Chauvirey-le-Vieil faisait partie de celui de Besançon.
Toute une dynastie de seigneurs régna sur la "Terre de Chauvirey", comme fief du comte de Bourgogne.
Les droits honorifiques consistaient notamment en justice, nomination du curé de Chauvirey-le-Vieil, bancs seigneuriaux dans les églises, nominations dans les prières, places réservées aux processions, sépulture dans les églises, révérence des nouveaux mariés…
Le signe patibulaire de la haute justice, le gibet, était autrefois dressé en avant du "bois de Charaumont".
Les droits utiles des seigneurs comprenaient notamment ceux de chasse, pêche, bois, eaux, ban, guet, garde, sergents, messiers-banvards, fief, mainmorte, for-mariage, échutes, épaves, amendes, scel, lods et ventes, retenue dîmes, tailles, cens, rentes, pains de sel, moulins et fours banaux, franc-paton, grains, corvées de voitures, charrues, chemins, journées aux fauchaison, fenaison, moisson, rouage et ventes aux foires et aux marchés….
Au cours des siècles, les châteaux eurent à subir les assauts des différentes armées qui tendaient à conquérir le comté de Bourgogne, puis la France, sans oublier les guerres de religion.
Chauvirey résista, en 1475, aux forces françaises que commandait Georges de Craon.
Chauvirey résista encore, en 1569, ainsi que la plupart des châteaux forts du voisinage, à l'invasion de Wolfgang, duc de Bavière et de Deux-Ponts, qui, à la tête des Luthériens d'Allemagne appelés par les Huguenots de France, pilla, ravagea ou brûla tout ce qu'il y avait dans le pays de places ouvertes et de villages sans défense. L'avant-garde de cette armée se trouvait sous les ordres de Guillaume d'Orange, qui fut assassiné par Balthazar Gérard, né à Vuillafans (Haute-Saône).
Mais Chauvirey fut loin d'être toujours aussi heureux en 1641. Le château assailli par Du Hallier immédiatement après la prise de Jonvelle, se défendit vaillamment ; mais il n'en fut pas moins obligé de se rendre, et les Français firent pendre le commandant du château de Chauvirey.
Chauvirey fut la première place dont s'empara le maréchal de Navailles envahissant la Franche-Comté au commencement de la campagne de 1674, qui assura la possession de cette province à Louis XIV.
A la Révolution française, en 1790, le Château-Dessus de Chauvirey-le-Châtel et le château de Chauvirey-le-Vieil furent saccagés et pillés.
Au commencement de 1814, les troupes alliées, autrichiennes notamment, occupèrent pendant plusieurs mois tous les villages voisins de la route de Mulhouse à Paris, avec logements militaires et réquisitions. Chauvirey-le-Vieil eut à en supporter plus que sa part, et notamment par les habitants des villages, qui pillèrent le château.
 voir La terre de Chauvirey de Marie-Antoine-Alphonse Du Bouvot de Chauvirey en 1865
 voir l'Histoire de Jonvelle des abbés Coudriet et Chatelet en 1864

## Politique et administration

### Rattachements administratifs et électoraux
La commune fait partie de l'arrondissement de Vesoul du département de la Haute-Saône, en région Bourgogne-Franche-Comté. Pour l'élection des députés, elle dépend de la première circonscription de la Haute-Saône.
Ouge faisait partie depuis 1801 du canton de Vitrey-sur-Mance. Dans le cadre du redécoupage cantonal de 2014 en France, la commune fait désormais partie du canton de Jussey.

### Intercommunalité
La commune était membre de la petite communauté de communes des vertes vallées (Haute-Saône), intercommunalité créée en 1997 et qui regroupait environ 1 500 habitants en 2009.
L'article 35 de la loi n° 2010-1563 du 16 décembre 2010 « de réforme des collectivités territoriales » prévoyait d'achever et de rationaliser le dispositif intercommunal en France, et notamment d'intégrer la quasi-totalité des communes françaises dans des EPCI à fiscalité propre, dont la population soit normalement supérieure à 5 000 habitants.
Dans ce cadre, le Schéma départemental de coopération intercommunale a prévu la fusion cette intercommunalité avec d'autres, et l'intégration à la nouvelle structure de communes restées jusqu'alors isolées. Cette fusion, effective le 1er janvier 2013, a permis la création de la communauté de communes des Hauts du val de Saône, à laquelle la commune est désormais membre.

### Liste des maires
| Période                                  | Période                    | Identité         | Étiquette | Qualité                                              |
| ---------------------------------------- | -------------------------- | ---------------- | --------- | ---------------------------------------------------- |
| Les données manquantes sont à compléter. |                            |                  |           |                                                      |
| 1957                                     | 1983                       | Marcel Menière   |           |                                                      |
| 1983                                     | 1989                       | Marcelle Degorce |           |                                                      |
| 1989                                     | En cours (au 23 août 2015) | Serge Richard    |           | Salarié chez Peugeot Réélu pour le mandat 2014-2020, |

## Démographie
En 2022, la commune de Chauvirey-le-Vieil comptait 27 habitants. À partir du XXIe siècle, les recensements réels des communes de moins de 10 000 habitants ont lieu tous les cinq ans. Les autres « recensements » sont des estimations.
| 1793 | 1800 | 1806 | 1846 | 1851 | 1856 | 1861 | 1866 | 1872 |
| ---- | ---- | ---- | ---- | ---- | ---- | ---- | ---- | ---- |
| 216  | 222  | 229  | 242  | 223  | 182  | 179  | 174  | 176  |

| 1876 | 1881 | 1886 | 1891 | 1896 | 1901 | 1906 | 1911 | 1921 |
| ---- | ---- | ---- | ---- | ---- | ---- | ---- | ---- | ---- |
| 160  | 151  | 130  | 113  | 121  | 128  | 112  | 102  | 84   |

| 1926 | 1931 | 1936 | 1946 | 1954 | 1962 | 1968 | 1975 | 1982 |
| ---- | ---- | ---- | ---- | ---- | ---- | ---- | ---- | ---- |
| 75   | 78   | 59   | 57   | 55   | 46   | 41   | 31   | 36   |

| 1990 | 1999 | 2006 | 2007 | 2012 | 2017 | 2022 | - | - |
| ---- | ---- | ---- | ---- | ---- | ---- | ---- | - | - |
| 41   | 37   | 33   | 32   | 33   | 34   | 27   | - | - |

## Lieux et monuments
- Musée des outils d'hier - saboterie.

2500 outils exposés dans les dépendances de la cure du village racontent 30 métiers du travail du bois en hommage à 4 générations d'artisans chez les GAILLOT.